# 酒乱
酒乱（しゅらん）は、飲酒をきっかけに異常な興奮状態となり、粗暴な発言をしたり、無意味または理不尽な暴力を振るったりするなどの問題行動を起こすこと、またそれを起こす人のことである。意識障害の一種で、このような行為に及ぶ人が必ずしも多量に飲酒しているわけではなく、人によっては少量の飲酒でもこのような行為に及ぶこともある。時間が経過し、酔いがさめれば過去の発言や暴力行為を記憶していないことも多い。

## 概要
飲酒により、大脳皮質が麻痺することにより道徳的な規範などが守れなくなる。酒乱の基盤や誘因には、体内のアセトアルデヒド脱水素酵素およびアルコール脱水素酵素の遺伝子型のほかアルコール依存症、脳器質性障害、ストレス、肉体疲労などが挙げられる。アルコールの血中濃度に対応しない著しい興奮や幻覚などの精神症状を伴うため、Binderの酩酊分類では単純酩酊とは異なり異常酩酊（病的酩酊）として分類される。善悪の判断のつかない状況で、事故や事件を生じさせる危険性が高いため、断酒をすることが勧められる。
帝京科学大学の眞先敏弘『酒乱になる人、ならない人』（新潮新書）2003年によれば、酒乱になりやすい要因には、環境的なものと遺伝的な要因とがあるという。

## 歴史上の人物
- 福島正則 - 泥酔中に母里友信を挑発した結果、名刀・日本号を取られた逸話が「黒田節」として伝わる。また、酒に酔った勢いで家臣の柘植清右衛門を切腹に追い込み、翌朝に目覚めて号泣した逸話が『武功雑記』に残る。
- 稲葉通重 - 美濃清水藩藩主であったが、酒乱による乱暴行為により改易。
- 溝口政親 - 越後沢海藩藩主であったが、家臣より酒乱として訴えられ改易。
- 芹沢鴨 - 新選組局長であったが、角屋での暴挙など酒席での乱暴を働く。後に泥酔時に暗殺される。
- 黒田清隆 - 開拓長官時代、酔って小樽市沖合の船上から大砲を撃ち沿岸の民家を破壊して死者を出すなど（#酒乱）。
- 梶井基次郎 - 酒に酔った勢いで焼き芋・甘栗屋の釜に牛肉を投げ込み、親爺に追い駆けられたり、中華そば屋の屋台をひっくり返したり、乱暴狼藉を働いた[3]。
- 中原中也 - 普段はおとなしかったが、酒に酔うと罵詈雑言が飛び出した。初対面の太宰治を前に「青鯖が空に浮かんだような顔をしやがって」と絡んだ[4]。